# Martine Oulabou
 (octobre 2021).
Martine Oulabou Mbadinga, née en 1959 et morte le 23 mars 1992, est une enseignante et militante gabonaise. 
Son assassinat par la police lors d'une marche syndicale contribue à la précipitation des réformes sociales au Gabon.

## Contexte
À la fin des années 1980 et au début des années 1990, le Gabon faisait face à des mouvements de protestation menés par des syndicats. Parmi eux figurait le Syndicat des enseignants de l'éducation nationale (SENA), qui réclamait des meilleures conditions d'apprentissage pour les élèves et des meilleures conditions de travail pour les enseignants. Des manifestations violentes ont eu lieu principalement à Libreville, à partir de décembre 1990.
Après que le gouvernement gabonais ait accepté des réformes, le SENA a cessé de manifester. Cependant, en janvier 1991, le SENA a repris les manifestations, affirmant que le gouvernement n'avait pas tenu ses engagements.

## Biographie
Au moment de sa mort, Oulabou avait 33 ans et enseignait une classe de CE1 à l'École publique de la Sorbonne à Libreville. Le lundi 23 mars 1992, elle a participé à une manifestation pacifique organisée par le SENA. Cette manifestation a été dispersée par l'USI (Unité d'intervention spéciale). Selon une publication du ministère de la Communication, les forces de l'ordre ont utilisé des gaz lacrymogènes et des balles en caoutchouc.
Durant cette manifestation, Oulabou a reçu une balle dans la clavicule. Elle a été transportée à la clinique privée de Chambrier, puis à l'hôpital Fondation Jeanne Ebori, où elle est décédée des suites de ses blessures.
Elle est enterrée à Ekouk, un village à plus de cent vingt kilomètres de Libreville.

## Héritage
Le SENA s'est battu pour la reconnaissance de la date du décès d'Oulabou comme Journée nationale des enseignants. Il a été déclaré jour férié par le président Omar Bongo en 2007.
L'École publique Martine Oulabou, qui porte son nom, est située à Libreville.
Le décès d'Oulabou a été le catalyseur de plusieurs réformes au Gabon. De nouvelles mesures pour un système scolaire plus efficace ont été mises en œuvre et la plupart des écoles du pays ont été construites ou rénovées dans les années qui ont suivi.